# Михайловка (Новобурасский район)
Михайловка — деревня в Новобурасском районе Саратовской области России. Входит в состав Тёпловского муниципального образования.  

## География
Деревня находится в северной части Саратовского Правобережья, в пределах Приволжской возвышенности, на реке Чардым.
Единственная улица деревни носит название Михайловская.
Климат
Климат характеризуется как умеренно континентальный с холодной снежной зимой и жарким сухим летом. Среднегодовая температура воздуха — 3,4 — 4,4 °C. Средняя многолетняя температура самого холодного месяца (января) составляет −13,2 — −12,1 °С (абсолютный минимум — −43 °С), температура самого тёплого (июля) — 20,1 — 20,8 °С (абсолютный максимум — 40 °С). Безморозный период длится в течение 127—143 дней в году. Среднегодовое количество атмосферных осадков — 430—450 мм, из которых 282—300 мм выпадает в период с апреля по октябрь. Снежный покров держится в среднем 134 дня в году.

## История
Топоним
Михайловка — распространённое название сёл в области.

## Население
| 2010 |
| ---- |
| 34   |

## Инфраструктура
Личное подсобное хозяйство.

## Транспорт
Просёлочные дороги.